# MP3 Surround
MP3 Surround je rozšiřujícím typem formátu MP3, který podporuje prostorový 5.1 zvuk. Tento zvukový formát byl vytvořen německým institutem Fraunhofer institut ve spolupráci s firmou Agere Systems a vydán v prosinci 2004.
MP3 Surround je zpětně kompatibilní se standardním MP3. 
Implementace tohoto formátu je založena na technologii Binaural Cue Coding, která nekomprimuje každý kanál samostatně (což je základní rozdíl vůči formátu AC-3), ale sloučí všechny do jednoho kanálu a rozdíly jsou přenášeny jako postranní informace. V MP3 Surround byla ale kvůli zpětné kompatibilitě použita modifikace této technologie, kdy se všechny kanály sloučí do dvou.
Postranní informace zabírají pásmo 16 kbit/s, což dovoluje, aby MP3 Surround soubory byly jen asi o 10 % větší než typické MP3. Současný referenční kodér je licencován pro osobní a nekomerční využití.
MP3 Surround soubor může být vytvořen z 5 nebo 6 kanálového záznamu zvuku. Několik společností, jako DivX a Magix, oznámilo podporu pro tento nový MP3 formát. DivX vydalo první svůj přehrávač podporující MP3 Surround 6. září 2006.